# Ginástica artística nos Jogos Olímpicos de Verão de 2004 - Individual geral masculino
A final do Individual Geral Masculino da Ginástica Artística nos Jogos Olímpicos de Verão de 2004 foi realizada no Estádio Olímpico Indoor de Atenas, em 18 de agosto.

## Medalhistas
| Ouro   | USA Paul Hamm      |
| Prata  | KOR Kim Dae-eun    |
| Bronze | KOR Yang Tae-young |

## Atletas classificados
| NOC | Aleta              | Nota   |
| --- | ------------------ | ------ |
| USA | Paul Hamm          | 58.061 |
| KOR | Yang Tae Young     | 57.924 |
| JPN | Hiroyuki Tomita    | 57.649 |
| ROU | Marian Drăgulescu  | 57.436 |
| KAZ | Yernar Yerimbetov  | 57.424 |
| ROU | Ioan Silviu Suciu  | 57.398 |
| CHN | Yang Wei           | 57.734 |
| UKR | Roman Zozulia      | 57.273 |
| RUS | Alexei Bondarenko  | 56.936 |
| JPN | Isao Yoneda        | 56.924 |
| KOR | Kim Dae-Eun        | 56.811 |
| ISR | Pavel Gofman       | 56.723 |
| UKR | Ruslan Myezyentsev | 56.711 |
| ESP | Rafael Martínez    | 56.636 |
| FRA | Benoît Caranobe    | 56.635 |
| PUR | Luis Felipe Vargas | 56.587 |
| LAT | Igors Vihrovs      | 56.423 |
| CUB | Eric López Ríos    | 56.398 |
| USA | Brett McClure      | 56.323 |
| RUS | Georgy Grebenkov   | 56.148 |
| GER | Fabian Hambüchen   | 56.061 |
| GEO | Ilia Giorgadze     | 56.012 |
| GER | Sergei Pfeifer     | 55.987 |
| SUI | Andreas Schweizer  | 55.436 |

## Final
Código:
- FX - Solo
- PH - Cavalo com alças
- SR - Argolas
- VT - Salto sobre a mesa
- PB - Barras paralelas
- HB - Barra fixa

| Posição | Ginasta                | FX    | PH    | SR    | VT    | PB    | HB    | Total  |
| ------- | ---------------------- | ----- | ----- | ----- | ----- | ----- | ----- | ------ |
|         | USA Paul Hamm          | 9.725 | 9.700 | 9.587 | 9.137 | 9.837 | 9.837 | 57.823 |
|         | KOR Kim Dae-Eun        | 9.650 | 9.537 | 9.712 | 9.412 | 9.775 | 9.725 | 57.811 |
|         | KOR Yang Tae Young     | 9.512 | 9.650 | 9.725 | 9.700 | 9.712 | 9.475 | 57.774 |
| 4       | ROU Ioan Silviu Suciu  | 9.650 | 9.737 | 9.550 | 9.737 | 9.312 | 9.662 | 57.648 |
| 5       | ESP Rafael Martínez    | 9.500 | 9.687 | 9.575 | 9.612 | 9.700 | 9.475 | 57.549 |
| 6       | JPN Hiroyuki Tomita    | 9.062 | 9.737 | 9.762 | 9.625 | 9.637 | 9.662 | 57.485 |
| 7       | CHN Yang Wei           | 9.600 | 9.725 | 9.737 | 9.512 | 9.800 | 8.987 | 57.361 |
| 8       | ROM Marian Drăgulescu  | 9.612 | 9.525 | 9.562 | 9.850 | 9.437 | 9.337 | 57.323 |
| 9       | USA Brett McClure      | 9.412 | 9.712 | 9.162 | 9.625 | 9.725 | 9.612 | 57.248 |
| 10      | UKR Roman Zozulia      | 9.525 | 9.412 | 9.575 | 9.500 | 9.762 | 9.225 | 56.999 |
| 11      | JPN Isao Yoneda        | 9.650 | 9.575 | 9.337 | 9.700 | 9.612 | 9.025 | 56.899 |
| 12      | RUS Georgi Grebenkov   | 9.587 | 9.125 | 9.662 | 9.437 | 9.650 | 9.362 | 56.823 |
| 13      | RUS Alexei Bondarenko  | 9.600 | 9.150 | 9.600 | 9.400 | 9.450 | 9.600 | 56.800 |
| 14      | KAZ Yernar Yerimbetov  | 9.312 | 8.962 | 9.537 | 9.625 | 9.225 | 9.737 | 56.398 |
| 15      | PUR Luis Vargas        | 8.337 | 9.612 | 9.500 | 9.462 | 9.562 | 9.662 | 56.135 |
| 16      | UKR Ruslan Myezyentsev | 9.512 | 8.975 | 9.387 | 9.437 | 9.637 | 9.112 | 56.060 |
| 17      | FRA Benoît Caranobe    | 9.112 | 9.400 | 9.575 | 9.187 | 9.087 | 9.612 | 55.973 |
| 18      | LAT Igors Vihrovs      | 9.687 | 8.862 | 9.187 | 9.700 | 9.000 | 9.437 | 55.873 |
| 19      | ISR Pavel Gofman       | 9.100 | 9.262 | 9.425 | 9.112 | 9.725 | 9.062 | 55.686 |
| 20      | CUB Eric Lopez Rios    | 9.137 | 8.600 | 9.500 | 9.700 | 9.675 | 8.837 | 55.449 |
| 21      | GER Sergei Pfeifer     | 9.312 | 9.025 | 9.587 | 9.087 | 9.162 | 9.212 | 55.385 |
| 22      | GEO Ilia Giorgadze     | 8.737 | 9.587 | 9.487 | 9.337 | 9.662 | 8.462 | 55.272 |
| 23      | GER Fabian Hambüchen   | 9.475 | 8.287 | 8.512 | 9.412 | 9.387 | 9.750 | 54.823 |
| 24      | SUI Andreas Schweizer  | 8.450 | 9.062 | 9.675 | 9.225 | 9.450 | 8.750 | 54.612 |

A equipe da Coreia do Sul contestou uma das notas dadas ao ginasta Yang Tae Young. O erro questionado fora a identificação do valor da dificuldade, marcada como 9,9, quando na verdade seria 10,0. O Tribunal Arbitral do Desporto (CAS) negou o pedido do Comitê Olímpico Coreano, dizendo que o recurso feito após a competição não apontou erros.
Negando duplicar a medalha de ouro, conquistada por Paul Hamm, o CAS decidiu que não houve erros, e que Paul foi realmente o vencedor.

## Ligações Externas
- «Resultados da Ginástica - Atenas 2004» (em inglês)